# Marko Marin
Marko Marin   (Gradiška, 13 de març de 1989) és un exfutbolista internacional alemany. Marin solia jugar de centrecampista o extrem, més sovint per l'esquerra. Fou un jugador molt hàbil en l'un contra un. Segons el periodista esportiu espanyol Julio Maldonado, el seu joc pot recordar en certs aspectes al de Thomas Häßler i Pierre Littbarski.

## Biografia
Carrera
Marko Marin va començar la seua carrera futbolística en el SG 01 Höchst. Més tard ingressà en la pedrera de l'Eintracht de Frankfurt, fins al començament de la temporada 2005/06, quan fitxà pel Borussia Mönchengladbach. Prompte ascendí al segon equip, on disputà 16 partits.

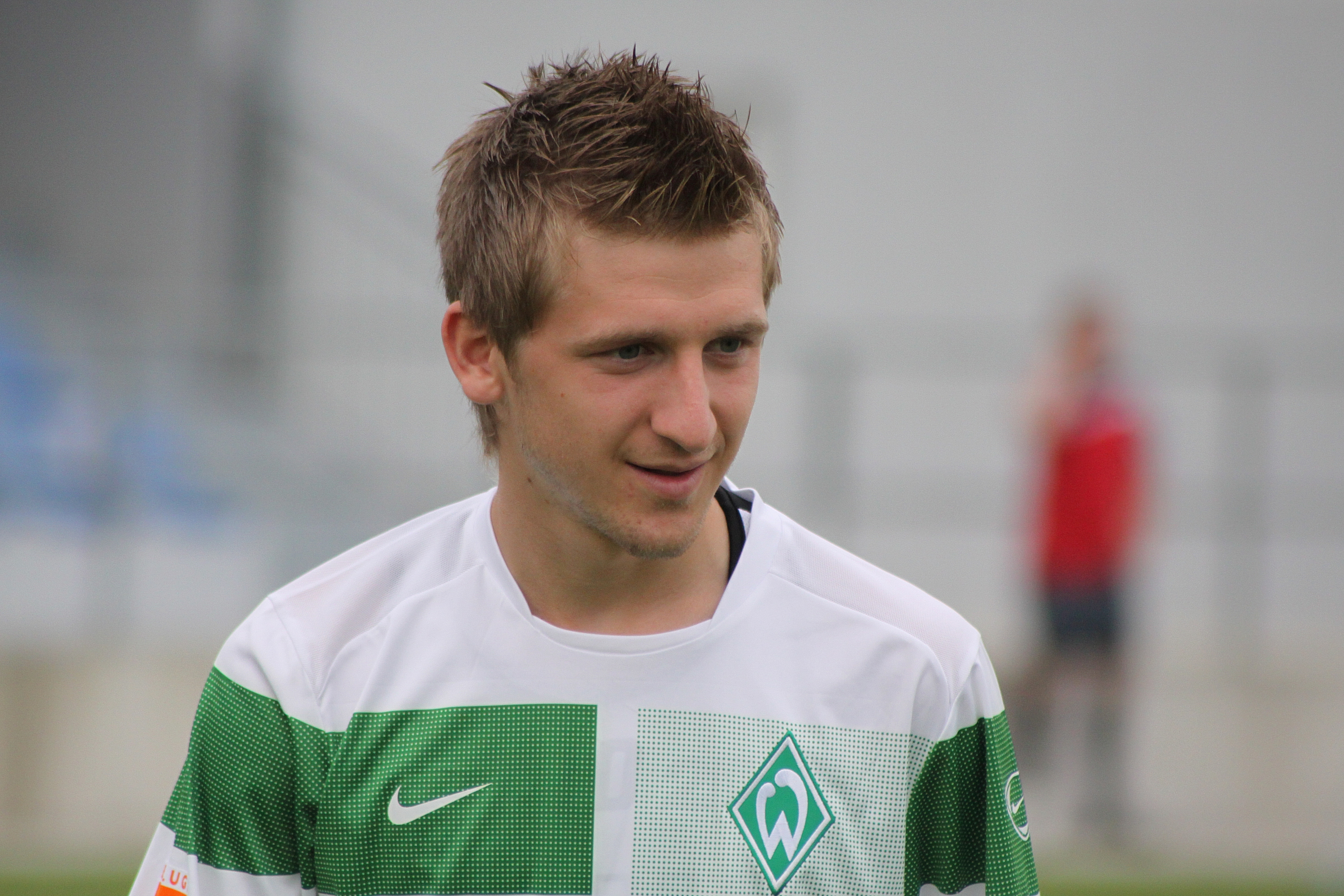
Marin amb la samarreta del Werder Bremen.

Després de l'aturada d'hivern, va entrenar esporàdicament amb la primera plantilla de l'equip renà. La seva primera convocatòria per a un partit de primera divisió va ser el 31 de març de 2007 contra el seu exequip, l'Eintracht. Va ingressar en el camp en el minut 63 i de les seves botes va eixir el baló del gol de l'empat a un, marcat per Federico Insúa.
El 13 de juny del 2007 signà el seu primer contracte professional amb el Borussia, en vigor fins al 30 de juny del 2010. La temporada 2007/2008, el Mönchengladbach jugà en la 2. Bundesliga. En la segona categoria del futbol alemany, Marin va esdevenir part fonamental del seu equip, que tornà a ascendir, donant 13 assistències de gol. Marin aconseguí els seus dos primers gols en lliga el 13 d'abril de 2008, en la victòria de l'equip de Mönchengladbach per 3 a 0 contra el SpVgg Greuther Fürth.
El 24 de juny del 2009, el Werder Bremen fa oficial la seua contractació, per aproximadament 10 milions d'euros i dies més tard s'anuncia que Marko usarà el dorsal número 10.
El 28 d'abril de 2012, Marin fitxà pel Chelsea FC
El 14 de maig de 2014, va jugar com a suplent la final de l'Europa League que el Sevilla va guanyar al Benfica a Torí.

## Internacional
A pesar de ser també seleccionable amb Bòsnia i Hercegovina, Marin es va decantar per la selecció de futbol d'Alemanya. Va jugar en totes les categories juvenils. Després del seu pas per la sub-18, en les convocatòries de la qual va ser habitual, va saltar dos passos intermedis en ser convocat per a la selecció sub-21 el 21 d'agost de 2007 contra Irlanda.
En febrer de 2007, Marin, junt a Björn Kopplin del FC Bayern de Múnic i Manuel Fischer del VfB Stuttgart, va ser un dels tres alemanys que formaren part de l'equip que representà a la UEFA en la Meridian Cup contra un combinat sub-18 africà. L'equip europeu se va imposar als africans el 27 de febrer del 2007 (6-1) i l'1 de març del 2007 (4-0).
Marko Marin fou inclòs el 16 de maig de 2008 per l'entrenador alemany Joachim Löw en la seva llista preliminar de convocats per a l'Eurocopa 2008 en Àustria i Suïssa. Durant la preparació per a la competició, Marin va disputar el seu primer partit amb l'absoluta alemanya el 27 de maig de 2008 a Kaiserslautern contra Belarús. Alguns dies més tard Löw va fer públic que Marin no formaria part de la selecció definitiva per a l'Eurocopa.
El 20 d'agost de 2008 va disputar un nou amistós amb la selecció alemanya, aquesta vegada contra Bèlgica. Quan duia set minuts en el camp, va marcar el seu primer gol amb la Mannschaft.
El juny de 2009 va disputar en Suècia amb la selecció *sub-21 d'Alemanya el campionat europeu de la categoria. Alemanya va guanyar el torneig, però Marin no va poder jugar la final a causa d'una lesió que va sofrir en el partit contra Itàlia.
Al maig de 2010 Marin entrà en la llista definitiva del seleccionador nacional Joachim Löw per a disputar el Mundial de Sud-àfrica.

## Palmarès
El 18 d'agost de 2006, la Federació Alemanya de Futbol li va concedir a Marin la Medalla Fritz Walter de plata (premi per a joves promeses del futbol alemany). El 12 de setembre de 2007 li va ser atorgada la d'or.

## Ciutadania
Degut al fet que el seu lloc de naixença es troba en Bòsnia i Hercegovina, Marin va ser titular fins a finals de gener de 2008 de la doble nacionalitat. La va perdre al renunciar oficialment en el consolat a la nacionalitat bosniana. Marin justificà la seua decisió al·legant que ja havia jugat amb Alemanya.